# موریتس روت
موریتس روت (آلمانی: Moritz Roth؛ ‏ ۲۵ دسامبر ۱۸۳۹ – ۴ نوامبر ۱۹۱۴) آسیب‌شناس و استاد دانشگاه اهل سوئیس بود که به واسطهٔ توصیف نقاط روت شناخته می‌شود. وی پزشکی را در وورتسبورگ، گوتینگن، برلین و بازل فرا گرفت و مدتی در گرایفسوالت به طبابت پرداخت و از سال ۱۸۷۲ استاد دانشگاه بازل شد. کتابی که او دربارهٔ آندریاس وسالیوس نوشته تا به امروز یک مرجع استاندارد در این باره محسوب می‌شود.